# Диас, Хуан
Хуан Диас (англ. Juan Díaz; 17 сентября 1983 года, Хьюстон, Техас, США) — американский боксёр-профессионал, выступающий в лёгкой весовой категории. Чемпион мира в лёгкой (версия WBA, 2004—2008; версия WBO, 2007—2008; версия IBF 2007—2008; версия IBO 2008) весовой категории.

## 2000—2005
Дебютировал в июне 2000 года.
В июле 2004 года Диас победил по очкам с чемпиона мира в легком весе по версии WBA Лакву Сима.
В ноябре 2004 года победил по очкам Жюльена Лорси.
В январе 2005 года он в 9-м раунде нокаутировал Билли Ирвина.

## 8 апреля2006Хуан Диас —Хосе Мигель Котто
- Место проведения:  Томас энд Мэк Центр, Лас-Вегас, Невада, США
- Результат: Победа Диаса едионгласным решением в 12-раундовом бою
- Статус: Чемпионский бой за титул WBA во лёгком весе (3-я защита Диаса)
- Рефери: Кенни Бейлесс
- Счёт судей: Билл Грэм (116—112), Пол Смит (117—111), Гленн Троубридж (118—111) — все в пользу Диаса
- Вес: Диас 61,20 кг; Котто 60,80 кг
- Трансляция: HBO PPV
- Счёт неофициального судьи: Харольд Ледерман (117—111 Диас)

В апреле 2006 года состоялся бой двух непобеждённых боксёров — Хуана Диаса и Хосе Мигеля Котто. Диас доминировал с бою. По итогам 12-ти раундом судьи единогласным решением отдали победу Хуану Диасу. Поединок проходил в рамках шоу, организованного телеканалом HBO, главным событием которого был бой Флойд Мейвезер — Заб Джуда.

## 2006
В июле 2006 года Диас нокаутировал в 9-м раунде Рэнди Суико.
В ноябре 2006 года он победил по очкам Фернандо Ангуло.

## 28 апреля2007Аселино Фрейтас —Хуан Диас
- Место проведения:  Фоксвуд Ресорт, Машантакет, Коннектикут, США
- Результат: Победа Диаса техническим нокаутом в 8-м руанде в 12-раундовом бою
- Статус: Чемпионский бой за титул WBA во лёгком весе (6-я защита Диаса); чемпионский бой за титул WBO во лёгком весе (1-я защита Фрейтаса)
- Рефери: Майк Ортега
- Счёт судей: Кларк Саммартино (75-76), Гленн Фелдман (75-77), Стив Эпстейн (73-79) — все в пользу Диаса
- Время: 3:00
- Вес: Фрейтас 61,20 кг; Диас 61,00 кг
- Трансляция: HBO BAD
- Счёт неофициального судьи: Харольд Ледерман (66-67 Диас) — оценки после 7-го раунда

В апреле 2007 году состоялся объединительным бой в легком весе между чемпионом по версии WBA Хуаном Диасом и чемпионом по версии WBO Аселино Фрейтасом. Боксеры взяли атакующий вариант боя — оба пытались друг друга перерубить. Ближе к концу боя Диас стал чаще попадать. В 8-м раунде он сильно побил противника — значительная часть ударов пришлась в цель. В перерыве между 8-м и 9-м раундами Фрейтас отказался от продолжения боя.

## 13 октября2007Хуан Диас —Хулио Диас
- Место проведения:  Сирс Центр, Хоффман Эстейтс, Иллинойс, США
- Результат: Победа Хуана Диас техническим нокаутом в 9-м руанде в 12-раундовом бою
- Статус: Чемпионский бой за титул WBA во лёгком весе (7-я защита Хуана Диаса); чемпионский бой за титул IBF во лёгком весе (1-я защита Хулио Диаса); чемпионский бой за титул WBO во лёгком весе (1-я защита Хуана Диаса)
- Рефери: Джино Родригес — согласно HBO Джино Родригес, согласно BoxRec Хенаро Родригес
- Время: 0:01
- Вес: Хуан Диас 61,20 кг; Хулио Диас 61,20 кг
- Трансляция: HBO BAD
- Счёт неофициального судьи: Харольд Ледерман (70-63 Диас) — оценки после 7-го раунда

В октябре 2007 года состоялся объединительный бой в легком весе между чемпионом по версиям WBA и WBO Хуаном Диасом и чемпионом по версии IBF Хулио Диасом. Хуан Диас доминировал в бою, выбрасывая большее количество точных ударов, и выигрывая большинство эпизодов. В самом начале 9-го раунда угол Хулио Диаса просигналил об остановке боя. Рефери прекратил поединок.

## 8 марта2008Хуан Диас —Нейт Кэмпбелл
- Место проведения:  Плаза де Торос, Канкун, Кинтана Роо, Мексика
- Результат: Победа Кэмпбелла раздельным решением в 12-раундовом бою
- Статус: Чемпионский бой за титул WBA в лёгком весе (8-я защита Диаса); чемпионский бой за титул IBF в лёгком весе (1-я защита Диаса); чемпионский бой за титул WBO в лёгком весе (1-я защита Диаса)
- Рефери: Хесус Салседо
- Счёт судей: Рик Бэйс (114—113 Диас), Билл Клэнси (111—116 Кэмпбелл), Джо Гарсия (112—115 Кэмпбелл)
- Вес: Диас 60,80 кг; Кэмпбелл 61,00 кг
- Трансляция: HBO
- Счёт неофициального судьи: Харольд Ледерман (112—115 Кэмпбелл)

В марте 2008 года состоялся бой между Хуаном Диасом и Нейтом Кэмпбеллом. Первая половина боя была равной. В конце 6-го раунда Кэмпбелл провёл опасное движение головой и сразу же выбросил левый хук. У Диаса сразу же открылось рассечение над левым глазом. Рефери оштрафовал Кэмбелла на одно очко. Во второй половине боя Кэмпбелл превзошёл противника во всех компонентах. По итогам боя мнения судей разделились: один судья посчитал победителем Диаса, двое других — Кэмпбелла.

## 6 сентября2008Хуан Диас —Майкл Катсидис
- Место проведения:  Тойота Центр, Хьюстон, Техас, США
- Результат: Победа Диаса раздельным решением в 12-раундовом бою
- Статус: Чемпионский бой за вакантный титул IBO в лёгком весе
- Рефери: Лоуренс Коул
- Счёт судей: Левай Мартинес (115—113 Диас), Гейл Ван Хой (116—112 Диас), Глен Хамада (113—115 Катсидис)
- Вес: Диас 61,0 кг; Катсидис 61,0 кг
- Трансляция: HBO BAD
- Счёт неофициального судьи: Харольд Ледерман (118—110 Диас)

В сентябре 2008 года Хуан Диас вышел на ринг против австралийца Майкла Катсидиса. Диас больше двигался, чаще и точнее бил. К концу боя лицо австралийца было избито. По окончании поединка судьи раздельным решением отдали победу Диасу. Оглашение оценки в пользу Катсидила зал встретил недовольным гулом.